# Gozsdu Elek
Gozsdu Elek (Ercsi, 1849. november 28. – Temesvár, 1919. május 26.) magyar író, elbeszélő, drámaíró, ügyvéd, kirendelt főügyész, Gozsdu Manó unokaöccse.

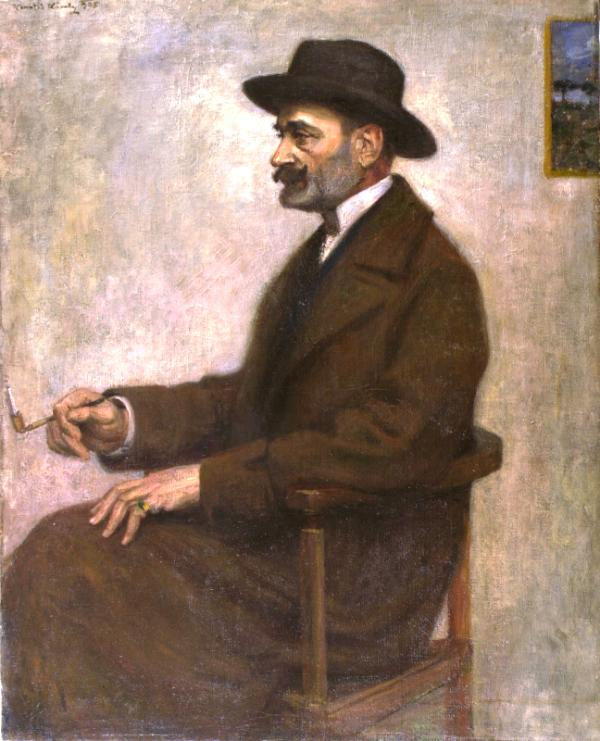
Portréja (Kernstok Károly alkotása, 1905)

## Életpályája
Makedón családból származott. Dédapja Moscopolis városból (ma Voskopoje, Dél-Albánia) a 18. század elején vándorolt Lengyelországba, majd ennek fia Magyarországra, és Miskolcon telepedett le, ahol a család csakhamar elmagyarosodott. Gozsdu Elek iskoláit a negyedik gimnáziumi osztályig a délvidéki Temesvárott végezte, ezt követően pedig Pesten tanult, a református főiskolán. Később a budapesti egyetemen jogi doktorátust szerzett.
Ügyvédként kezdett el dolgozni, de ez az életpálya nem felelt meg hajlamainak. Így hát 1880-tól hírlapíróként a Függetlenség című ellenzéki lapnál dolgozott, majd a Magyar Újság című Tisza Kálmán-ellenes lap alapításában és szerkesztésében vett részt. Az éjszakai munkát nem tudta megszokni, ezért visszatért eredeti szakterületére, és 1883-tól a hivatalnoki és bírói pályára lépett. 1885-ben mint királyi alügyész szolgált a bánáti Fehértemplomban, majd 1887-től hasonló minőségben Budapesten.
1889-ben királyi ügyész lett a bánáti Karánsebesen. 1892-ben hasonló minőségben Temesvárra helyezték át. 1897–1905 között Zombor városában volt ügyész, majd ismét visszakerült Temesvárra.
Hivatalos elfoglaltságai mellett továbbra is írogatott, de 1910 után visszavonult az irodalomtól. 1919-ben hunyt el, 69 éves korában.

## Munkássága
Nagyon keveset írt. Az 1870-es években versekkel, novellákkal jelentkezett. Az aranyhajú asszony (1880) című regénye a másodrangú francia romantika hatására vall. Köd (1882) című második regényében a francia hatás a romantikus sablonok helyett Charles Baudelaire és a szimbolizmus adaptációjában jelenik meg, és Dosztojevszkij, Tolsztoj tanulmányozása révén jellegzetes „oroszossággal” egészül ki. Ez a tragikus szerelmi regény a dzsentri századvégi válságának és hanyatlásának tükre, és egyben jól mutatja az írónak a darwinizmus iránti érdeklődését. Művészetére nagy hatással voltak Turgenyev művei is. 
Főműve a Tantalus (1886), kilenc elbeszélésből álló egységes ciklus. Darabjait a címadó mítoszhoz való kimondott vagy burkolt kapcsolat fűzi össze, főként az eljátszott vagy elveszített jobb életlehetőségek utáni sóvárgás motívuma. Az író kortárs hívei és későbbi újrafelfedezői a szemléleti és szerkezeti bonyolultságban, a lélektani és lélekkórtani megfigyelés pontosságában, az artisztikus, olykor zenei jellegű stílusban keresik máig érzékelhető utóhatásának titkát. 
Két drámája (A félisten, 1908; A karrier, 1911) közül az előbbi Giotto szerelmének felidézésével híven tükrözi a letűnt kultúrákba menekülés szecessziós magatartását. 1906–1915 között leveleket írt Weisz Annának, egy gazdag temesvári kereskedő fiatal, művelt feleségének, amelyekre a nő ritkán és röviden válaszolt.

## Művei
- Az aranyhajú asszony. Regény; Aigner, Bp., 1880
- Köd. Regény; Aigner, Bp., 1882
- Tantalus; Aigner, Bp., 1886
- A félisten. Színmű; Csendes Ny., Temesvár, 1907
- A kárier. Színmű; Deutsch Zs., Bp., 1911
- Nemes rozsda. Válogatott elbeszélések; vál. Miklóssy János, bev. Lukácsy Sándor; Szépirodalmi, Bp., 1955
- Anna-levelek. Válogatás a szerző Weisz Annához írott leveleiből; vál., utószó Pongrácz P. Mária; Irodalmi, Bukarest, 1969
- Köd. Regény és elbeszélések; sajtó alá rend., utószó Ács Margit; Szépirodalmi, Bp., 1969 (Magyar elbeszélők)
- Egy néma apostol; in: Zörög a kocsi. Három egyfelvonásos; rend. utószót Máté Lajos, Sződy Szilárd írta; NPI, Bp., 1976 (Színjátszók kiskönyvtára)
- Az étlen farkas; vál., szöveggond. Ács Margit; Szépirodalmi, Bp., 1982 (Kiskönyvtár)
- Gozsdu Elek–Petelei István–Bródy Sándor: Nemes rozsda. Válogatott elbeszélések; Interpopulart, Szentendre, 1995 (Populart füzetek)
- Köd. Regény; vál., utószó Ács Margit; Osiris, Bp., 2000 (Millenniumi könyvtár)
- Kertünk Istennel határos. Gozsdu Elek és Weisz Anna levelezése, 1906–1915; szöveggond., jegyz., névmutató Pongrácz P. Mária és Alexa Károly; Kortárs, Bp., 2001
- Gozsdu Elek–Petelei István–Bródy Sándor: Nemes rozsda. Válogatott elbeszélések; Népszabadság Könyvek, Bp., 2007 (A magyar irodalom remekei II. sorozat)